# Carlo Parolari
Carlo Parolari (* 26. Januar 1962) ist ein Schweizer Politiker (FDP) und Rechtsanwalt.
Parolari gehörte von 1996 bis 2003 dem Gemeinderat von Frauenfeld an, den er 2002/03 präsidierte. Von 2003 bis 2015 gehörte er dem Stadtrat von Frauenfeld an, vom 1. April 2005 bis 31. Mai 2015 war er Stadtpräsident. Er war von 2004 bis 2018 Mitglied im Grossen Rat des Kantons Thurgau, wo er die letzten fünf Jahre die FDP-Fraktion präsidierte.
Er ist Verwaltungsratspräsident der Thurmed AG und der Spital Thurgau AG sowie der Erde Thurgau AG, Verwaltungsratsvizepräsident der Appenzeller Bahnen AG, Verwaltungsrat der Compactus & Bruynzeel AG und Stiftungsrat Kartause Ittingen. Bis 2013 hatte er einen Sitz im Verwaltungsrat der Erdgas Ostschweiz AG inne.
Parolari ist selbständiger Rechtsanwalt. Er ist verheiratet, hat vier Kinder und wohnt in Frauenfeld.